# Araneibatrus curvitibialis
Araneibatrus curvitibialis is een keversoort uit de familie van de kortschildkevers (Staphylinidae). De wetenschappelijke naam van de soort werd voor het eerst geldig gepubliceerd in 2018 door Yin en Zhou.